# Jan Massink (artiest)
Jan Hendrik Massink (Hasselt (België), 21 september 1902 – 22 maart 1992) was een Belgisch bas (basse chantante) en acteur van Nederlandse komaf.
Hij was zoon van likeurstoker Hermanus Theodorus Massink (geboren Doetinchem) en Adriana Bluming (geboren Wageningen), die in 1896 in Antwerpen in het huwelijksbootje stapten. Het gezin vestigde zich in 1915 vanuit Antwerpen in Amsterdam-Centrum (Nieuwezijds Kolk en Kolksteeg), Jan Hendrik vertrok echter in 1930 terug naar Antwerpen.
Hij kreeg een privé-opleiding tot zanger en sloot zich aan bij de Eerste Nederlandsche Reis Opera uit Amsterdam, met welk gezelschap hij onder andere de miniatuuropera's Mimosa en De geheimzinnige onbekende van David Ingen Soet (leider van de troep) uitvoerde (1928).  
Vanaf 1930 bevond hij zich dus in Antwerpen, waar hij zong in de Luna- en Scala-schouwburgen. Hij was voornamelijk bezig met zangpartijen in operettes, waarmee hij tot bij het Koninklijk Circus in Gent stond (1933). Hij verbond zich vervolgens (1936) aan de Koninklijke Nederlandse Schouwburg in die stad. In de oorlogsjaren 1940-1942 was hij verbonden aan de Opera van Gent. Hij verdween toen voor vijf jaar in de kleinkunst om dan weer opnieuw bij die opera te gaan werken. Vanaf 1961 was hij werkzaam bij de Koninklijke Vlaamse Opera in Antwerpen.
Volgens IMDb is hij te zien in de volgende films en series:
- 1940: Janssens en Peeters dikke vrienden
- 1942: Antoon, de flierefluiter
- 1956: De klucht van de brave moordenaar
- 1957: Wat doen we met de liefde?
- 1965: Johan en de Alverman
- 1968-1969: Kapitein Zeppos (seizoen 2)
- 1974: Een mens van goede wil (deel 5)
- 1974: Fientje Beulemans